# Buckner (Arkansas)
Buckner é uma cidade localizada no estado americano de Arkansas, no Condado de Lafayette.

## Demografia
Segundo o censo americano de 2000, a sua população era de 396 habitantes. 
Em 2006, foi estimada uma população de 367, um decréscimo de 29 (-7.3%).

## Geografia
De acordo com o United States Census Bureau, a localidade tem uma área de 3,2 km², sem área coberta por água. Buckner localiza-se a aproximadamente 100 m acima do nível do mar.

## Localidades na vizinhança
O diagrama seguinte representa as localidades num raio de 24 km ao redor de Buckner. 